# Gradeț, Sliven
Gradeț (în bulgară Градец) este un sat în comuna Kotel, regiunea Sliven,  Bulgaria. 

## Demografie
Componența etnică a satului Gradeț
     Romi (79,01%)
     Bulgari (18,64%)
     Nicio identificare (2,34%)
     Altele (0,77%)
La recensământul din 2011, populația satului Gradeț era de 3.759 locuitori. Din punct de vedere etnic, majoritatea locuitorilor (79,01%) erau romi, cu o minoritate de bulgari (18,64%). Pentru 2,34% din locuitori nu este cunoscută apartenența etnică.

## Personalități născute aici
- Dimităr Ganev (1898 - 1964), politician comunist de etnie română.